# スモーキングジャケット

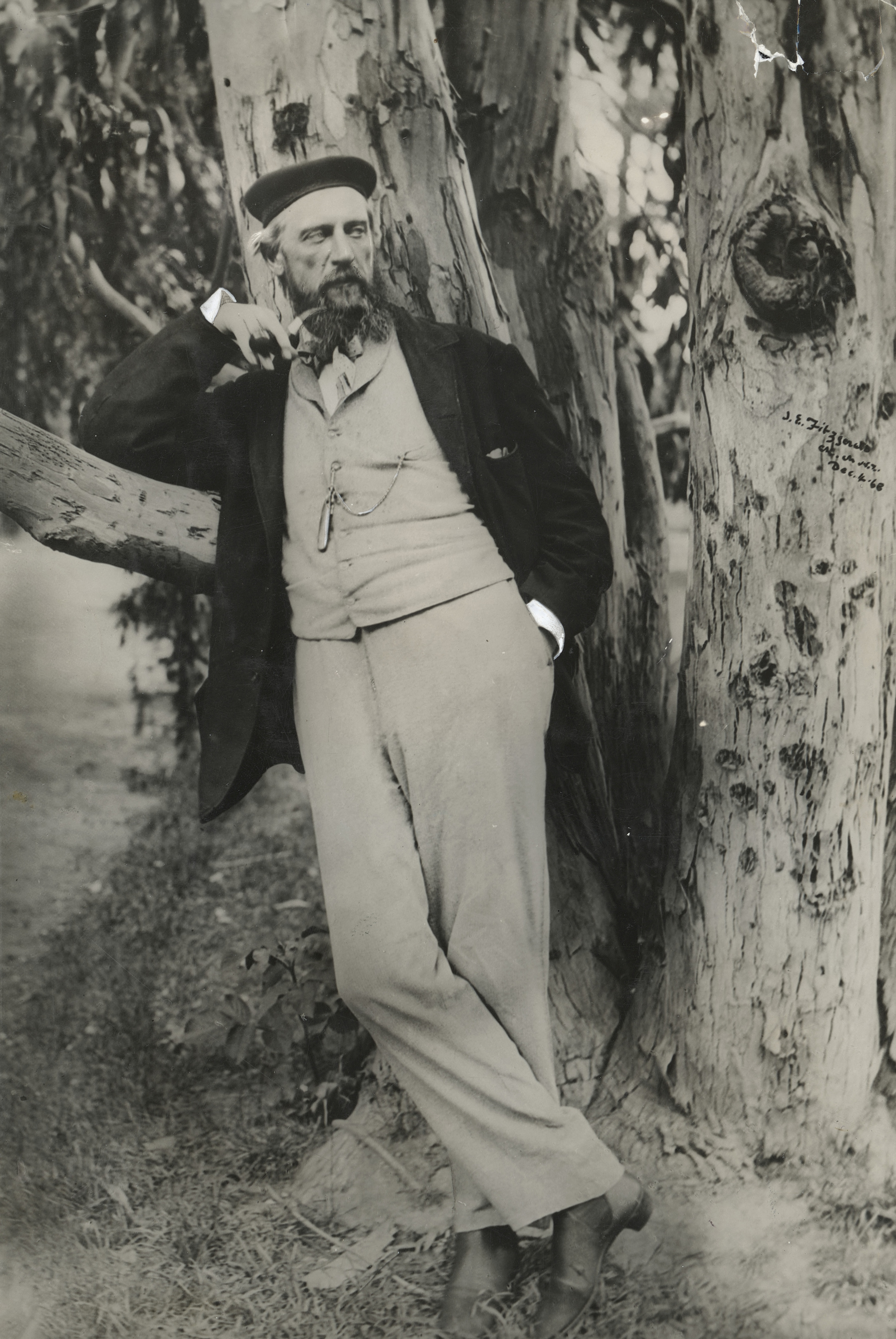
スモーキングジャケットを着た男性（1868年）

スモーキングジャケット（英:smoking jacket）とは、タバコを吸う時のためにデザインされた服装である。
19世紀中頃に流行し、後のタキシードの原型となった。現在はタキシードの一種とみなされている。
英語を除く多くのヨーロッパ言語ではタキシードと区別されず、「スモーキング」と言う言葉はタキシードと同じ意味である。

## デザイン

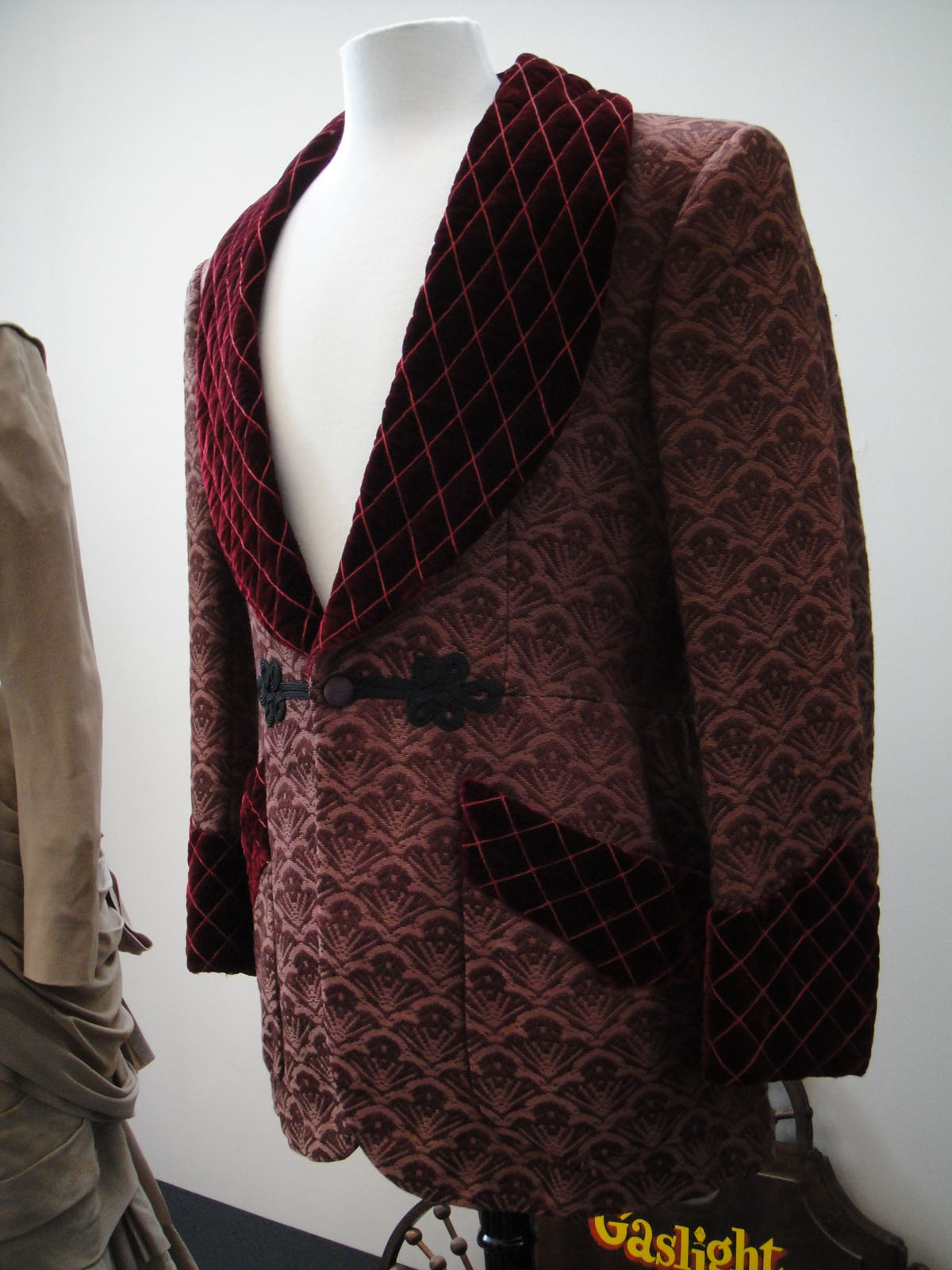
映画『ガス燈』（1944年）でシャルル・ボワイエが着用していたスモーキングジャケット

典型的なスモーキングジャケットは腿の中ほどまでの長さで、ベルベットや絹で作られている。襟はショールカラー、袖はターンナップカフス、ボタンはトグルボタンか普通のボタン、または単にベルトで留められる。
1850年代のGentlemen's Magazine of Londonの定義によると、スモーキングジャケットは"室内着の一種で、ベルベット・カシミア・プラッシュ・メリノ・フランネルなどで作られ、明るい色で裏打ちされており、brandenbourgs、オリーブ、または大きなボタンで装飾されている。"

## 歴史
17世紀、アメリカからヨーロッパに香料・タバコ・コーヒーと共にシルクがもたらされ、シルクでできた室内着（ガウン）を着た姿で肖像画を描くのが流行した。シルクガウンが文献に登場する最初期の例としては、1666年のサミュエル・ピープスの日記で言及されている。スモーキングジャケットはこのシルクガウンを原型としている。
クリミア戦争の起こった1850年代、イギリスでトルコ産のタバコが流通するとともに喫煙の習慣が一般化した。当時の紳士たちはディナーの後に書斎や喫煙室にてスモーキングジャケットを羽織ってタバコを吸った。スモーキングジャケットは紙巻きたばこやパイプの煙を吸収し、灰の落下から衣服を守った。
スモーキングジャケットは20世紀に入っても人気を保った。ワシントン・ポストは1902年の社説で、スモーキングジャケットは「快適と同じ意味」であったという意見を述べた。ペンシルベニア州の新聞は1908年に、「新しいハウスコートやスモーキングジャケットは全ての男を興奮させずにはいられない」と記した。
有名な着用者にはケーリー・グラント、フレッド・アステア（スモーキングジャケットを着たまま埋葬された）、フランク・シナトラ、Nardwuar、ディーン・マーティンなどがいる。

## 近年
スモーキングジャケットは1950年代より人気を失ったが、雑誌「プレイボーイ」の発行人ヒュー・ヘフナーなど今でも愛用者は存在する。アメリカの愛煙家向けの雑誌「Cigar Aficionado」は、1999年January/February号で「スモーキングジャケットはもうひとつのフォーマルウェアだ」と宣言した。

## 参照
1. 1 2 3  McCormack, Derek (2007年12月18日). “Consider the smoking jacket”.   Edmonton Journal. 2009年2月12日閲覧。
2. ↑  “The Joy of Slippers”. The Washington Post. (1908年8月2日) 2009年2月12日閲覧。
3. ↑  “House Coats and Bath Robes”. Oil City Derrick. (1908年12月7日)
4. ↑  Boyer, G. Bruce (January/February 1999). “Where there's smoke...”.   Cigar Aficionado. 2009年2月12日閲覧。